# Allgemeine Deutsche Zeitung für Rumänien
L'Allgemeine Deutsche Zeitung für Rumänien (ADZ) è un quotidiano in lingua tedesca pubblicato in Romania. La sede centrale è a Bucarest, sedi locali sono presenti a Sibiu, Brașov, Reșița, Satu Mare e Timișoara. Si tratta dell'unico quotidiano in lingua tedesca pubblicato nell'Europa sudorientale.
Fu fondato nel 1993 dai giornalisti del Neuer Weg, quotidiano in lingua tedesca che aveva chiuso i battenti pochi mesi prima. Dal 2006 editore è il Demokratisches Forum der Deutschen in Rumänien.
L'ADZ è membro dell'Associazione dei quotidiani in lingua minoritaria e regionale.